# Pharsalia thibetana
Pharsalia thibetana là một loài bọ cánh cứng trong họ Cerambycidae.